# Operaator Kõps kiviriigis
Operaator Kõps kiviriigis (zu deutsch „Kameramann Kõps im Reich der Steine“) ist der Titel eines estnischen Puppentrickfilms aus dem Jahr 1968.

## Handlung
Dieses Mal entdeckt der junge und neugierige Kameramann Kõps die spannende und überraschende Welt der Steine. Er trifft dort unter anderem den Steinkönig in seiner märchenhaften Schatzkammer und erfährt viel über Herkunft, Vorkommen und Beschaffenheit verschiedener Steine.

## Produktion
Regisseur des Farbfilms war Heino Pars (* 1925). Neben Unterhaltung für Schulkinder verfolgt der Film auch eine didaktische Zielrichtung.
Für die Dreharbeiten reisten Pars und sein Team in eine Goldmine nach Sibirien. Sie recherchierten für den Film auch in den petrologischen Sammlungen in Leningrad und im Geologie-Museum von Tartu.

## Weitere Folgen
Der Film war der letzte Streifen einer Serie von insgesamt vier Puppentrickfilmen von Heino Pars um den Kameramann Kõps. Vorherige Folgen waren Operaator Kõps seeneriigis („Kameramann Kõps im Reich der Pilze“, 1964), Operaator Kõps marjariigis („Kameramann Kõps im Reich der Beeren“, 1965) und Operaator Kõps üksikul saarel („Kameramann Kõps auf einer einsamen Insel“, 1966).